# Бричківка
Бри́чківка — село в Україні, у Полтавській міській громаді Полтавського району Полтавської області. Населення становить 588 осіб. До 2020 орган місцевого самоврядування — Бричківська сільська рада.

## Географія
Село Бричківка знаходиться за 3 км від правого берега річки Ворскла, за 2 км від села Петрівка, примикає до села Гринівка. По селу протікає пересихаючий струмок з загатою. Поруч проходить автомобільна дорога Н12.

## Історія
12 червня 2020 року, відповідно до розпорядження Кабінету Міністрів України № 721-р «Про визначення адміністративних центрів та затвердження територій територіальних громад Полтавської області», село увійшло до складу Полтавської міської громади.
19 липня 2020 року, в результаті адміністративно - територіальної реформи та ліквідації Полтавського району (1925—2020), село увійшло до складу новоутвореного Полтавського району.

## Населення
Згідно з переписом УРСР 1989 року чисельність наявного населення села становила 644 особи, з яких 282 чоловіки та 362 жінки.
За переписом населення України 2001 року в селі мешкало 587 осіб.

### Мова
Розподіл населення за рідною мовою за даними перепису 2001 року:
| Мова       | Відсоток |
| ---------- | -------- |
| українська | 94,05 %  |
| російська  | 5,44 %   |
| білоруська | 0,17 %   |
| вірменська | 0,17 %   |

## Економіка
- Свино-товарна ферма. Ліквідовано.
- ДП «Навчально-дослідне підприємство „Ювілейний“ Полтавської державної аграрної академії». Ліквідоване в процесі реструктуризації. Правонаступником стало КСП «Ювілейне», яке згодом у 2015 році теж припинило свою фінансово-господарську діяльність.

## Об'єкти соціальної сфери
- Школа.
- Дитячий садок.
- Сільська рада.
- Фельдшерсько-акушерський пункт.
- Будинок культури на базі ДП НОК «Ювілейний» (не функціонує після закриття підприємства).